# Cagliari Calcio 2003-2004
Questa voce raccoglie le informazioni sulle competizioni ufficiali disputate dal Cagliari Calcio nella stagione 2003-2004.

## Stagione
Il Cagliari ritornò in Serie A dopo quattro anni, chiudendo il campionato 2003-04 appaiato al Palermo (a quota 83 punti): i rosanero risultarono primi per la miglior differenza reti (+36 contro +29).

## Avvenimenti
Il colpo di mercato più importante è sicuramente l'arrivo di Gianfranco Zola che, dopo 7 anni al Chelsea, decide di chiudere la carriera a Cagliari. Un'altra operazione importante è il ritorno dopo 10 anni del difensore Gianluca Festa, anch'egli reduce da una positiva esperienza in Inghilterra. A completare la campagna di rafforzamento gli ingaggi del portiere Gennaro Iezzo, del terzino Rocco Sabato e dei centrocampisti Marcello Albino, Loris Del Nevo e Massimo Brambilla.
Vengono ceduti il portiere Mancini, Longo, Cudini, Abeijon, Gorgone, Colasante, Guana, Carrus, Lucenti, Pineda e Ranalli.
Benché la prima giornata sia in programma il 31 agosto, l'esordio in Campionato avviene una settimana dopo a causa delle proteste per l'inopinata decisione di allargare la serie B da 20 a 24 squadre.
Inoltre i rossoblù devono giocare le prime nove gare interne al Manconi di Tempio, per via dei lavori di rifacimento del manto erboso del Sant'Elia.
La squadra parte bene, vincendo 3-0 le prime due gare (Catania in trasferta, Pescara a Tempio). Nelle settimane successive, per via della forte discontinuità di rendimento caratterizzata da larghe vittorie in casa e risultati disastrosi in trasferta (dopo la vittoria a Catania, i rossoblù conquistano solo un punto nelle successive 5 gare esterne) il Cagliari perde terreno, restando comunque a ridosso della zona promozione. A novembre le cose si complicano, dato che i rossoblù rallentano il passo anche nelle gare interne. Dopo la sconfitta interna contro il Piacenza, alla sedicesima giornata, Ventura viene esonerato ed al suo posto viene chiamato Reja. Durante le prime settimane della nuova gestione tecnica non si registrano significativi miglioramenti, tant'è che al giro di boa gli isolani sono settimi con appena 34 punti in 23 partite.
Nella sessione invernale di mercato partono Macellari, Bucchi e Cammarata ed arrivano Maltagliati, Agostini, Bianchi. Inoltre c'è il ritorno di Abeijon.
Il girone di ritorno inizia alla grande: nelle prime sei partite arrivano 2 pareggi e 4 vittorie (due delle quali contro le dirette concorrenti Palermo ed Atalanta) che permettono al Cagliari di risalire fino al secondo posto. A Marzo però un'altra crisi: 5 punti in 6 partite ed i rossoblù tornano fuori dalla zona promozione. Lo scatto decisivo inizia alla trentaseiesima giornata, con la sofferta affermazione contro il Como. È il primo di 7 successi consecutivi che portano la squadra ai vertici della classifica. La serie si interrompe con la sconfitta contro il Genoa che comunque non pregiudicherà la promozione che arriva con due giornate d'anticipo, il 29 maggio, grazie al 3-1 inflitto alla Salernitana.

## Divise e sponsor
Lo sponsor tecnico della stagione fu per il secondo anno consecutivo il marchio sardo A-Line, mentre il main sponsor fu Terra Sarda. Ancora una volta la prima divisa, è una rivisitazione del classico completo rossoblù a quarti con un inserto oro e un inserto a colori invertiti alle estremità della maglia, la seconda divisa si presenta nel classico bianco con inserti rossoblù. Non vennero utilizzate durante le partite ufficiali terze maglie.
| 1ª divisa | 2ª divisa |

## Rosa
| N. |                     | Ruolo | Calciatore                 |
| -- | ------------------- | ----- | -------------------------- |
| 1  | Italia (bandiera)   | P     | Armando Pantanelli         |
| 3  | Brasile (bandiera)  | D     | João Paulo di Fábio        |
| 4  | Francia (bandiera)  | D     | François Modesto           |
| 5  | Italia (bandiera)   | D     | Gianluca Festa             |
| 6  | Uruguay (bandiera)  | D     | Diego Luis López           |
| 7  | Italia (bandiera)   | A     | Mauro Esposito             |
| 8  | Italia (bandiera)   | C     | Daniele Conti              |
| 9  | Honduras (bandiera) | A     | David Suazo                |
| 10 | Italia (bandiera)   | A     | Gianfranco Zola (capitano) |
| 11 | Italia (bandiera)   | A     | Fabrizio Cammarata         |
| 12 | Italia (bandiera)   | P     | Davide Ugo Capello         |
| 13 | Italia (bandiera)   | C     | Fabio Macellari            |
| 14 | Italia (bandiera)   | D     | Rocco Sabato               |

| N. |                    | Ruolo | Calciatore          |
| -- | ------------------ | ----- | ------------------- |
| 15 | Italia (bandiera)  | D     | Simone Loria        |
| 18 | Uruguay (bandiera) | C     | Nelson Abeijón      |
| 19 | Italia (bandiera)  | C     | Massimo Brambilla   |
| 21 | Italia (bandiera)  | A     | Andrea Capone       |
| 22 | Italia (bandiera)  | C     | Sebastiano Pinna    |
| 23 | Italia (bandiera)  | A     | Antonio Langella    |
| 24 | Italia (bandiera)  | C     | Marcello Albino     |
| 29 | Italia (bandiera)  | A     | Cristian Bucchi     |
| 31 | Italia (bandiera)  | D     | Alessandro Agostini |
| 32 | Italia (bandiera)  | A     | Rolando Bianchi     |
| 34 | Italia (bandiera)  | P     | Gennaro Iezzo       |
| 35 | Italia (bandiera)  | D     | Roberto Maltagliati |
| 49 | Italia (bandiera)  | C     | Loris Del Nevo      |

## Risultati

### Campionato

#### Girone di andata
| Arbitro: | De Marco (Chiavari) |

|                                        |           |  |
| M. Esposito 12’ Suazo 63’ Bucchi 90+1’ | Marcatori |  |

| Arbitro: | Messina (Bergamo) |

|  |           |                                    |
|  | Marcatori | 30’ Loria 31’ M. Esposito 50’ Zola |

| Arbitro: | Brighi (Cesena) |

|                                     |           |  |
| Zola 4’ (rig.) Capone 32’ Suazo 42’ | Marcatori |  |

| Arbitro: | Nucini (Bergamo) |

|                   |           |  |
| Corini 31’ (rig.) | Marcatori |  |

| Arbitro: | Messina (Bergamo) |

|                 |           |               |
| M. Esposito 23’ | Marcatori | 8’ Varricchio |

| Arbitro: | Dattilo (Locri) |

|                        |           |           |
| Marcolini 9’ Budan 32’ | Marcatori | 20’ Loria |

| Arbitro: | Pieri (Genova) |

|                        |           |                    |
| Parisi 20’ Campolo 69’ | Marcatori | 46’ Festa 81’ Zola |

| Arbitro: | Morganti (Ascoli Piceno) |

|                                |           |  |
| M. Esposito 18’, 65’ Suazo 21’ | Marcatori |  |

| Arbitro: | Bolognino (Milano) |

|                                                             |           |                              |
| Fabbrini 6’ M. Ferrante 37’ Conticchio 67’ Pinga 72’ (rig.) | Marcatori | 80’ M. Esposito 83’ Langella |

| Arbitro: | De Marco (Chiavari) |

|                                                  |           |                  |
| Zola 16’ (rig.) Festa 24’ López 43’ Langella 78’ | Marcatori | 30’ C. Lucarelli |

| Arbitro: | Dondarini (Finale Emilia) |

|                        |           |  |
| Jeda 7.’ Bonanni 45+1’ | Marcatori |  |

| Arbitro: | De Marco (Chiavari) |

|           |           |            |
| Loria 81’ | Marcatori | 11’ Pasino |

| Arbitro: | Pellegrino (Barcellona Pozzo di Gotto) |

|             |           |                            |
| Makinwa 79’ | Marcatori | 9’, 46’ Suazo 90’ Langella |

| Arbitro: | M. Mazzoleni (Bergamo) |

|                    |           |                                    |
| Zola 40’ Suazo 61’ | Marcatori | 23’ (aut.) Macellari 45+1’ Fantini |

| Bergamo 20 novembre 2003, ore 20:30 15ª giornata | AlbinoLeffe       | 0 – 0 | Cagliari | Stadio Atleti Azzurri d'Italia\| Arbitro: \| Bergonzi (Genova) \| |
| Arbitro:                                         | Bergonzi (Genova) |       |          |                                                                   |

| Arbitro: | Morganti (Ascoli Piceno) |

|  |           |                              |
|  | Marcatori | 20’ E. D'Anna 51’ Campagnaro |

| Bari 30 novembre 2003, ore 15:00 17ª giornata | Bari            | 0 – 0 | Cagliari | Stadio San Nicola\| Arbitro: \| Brighi (Cesena) \| |
| Arbitro:                                      | Brighi (Cesena) |       |          |                                                    |

| Arbitro: | Rizzoli (Bologna) |

|                 |           |              |
| M. Esposito 19’ | Marcatori | 72’ Italiano |

| Arbitro: | M. Mazzoleni (Bergamo) |

|                 |           |                                |
| Moscardelli 56’ | Marcatori | 32’ Del Nevo 90+2’ M. Esposito |

| Arbitro: | Girardi (San Donà di Piave) |

|                    |           |  |
| Zola 12’ Suazo 79’ | Marcatori |  |

| Arbitro: | Pellegrino (Barcellona Pozzo di Gotto) |

|                                |           |                      |
| Longo 45+5’ Di Vicino 61’, 62’ | Marcatori | 31’ Zola 45+4’ Suazo |

| Arbitro: | Romeo (Verona) |

|                                |           |           |
| Suazo 30’ Zola 50’ (rig.), 63’ | Marcatori | 86’ Tisci |

| Arbitro: | Pieri (Genova) |

|                        |           |            |
| Riganò 15’, 54’ (rig.) | Marcatori | 75’ Albino |

#### Girone di ritorno
| Arbitro: | Cruciani (Pesaro) |

|          |           |                      |
| Colacone | Marcatori | 41’ (aut.) De Martis |

| Arbitro: | Preschern (Mestre) |

|                           |           |                   |
| M. Esposito 72’ Suazo 80’ | Marcatori | 83’ G. Delvecchio |

| Arbitro: | Bergonzi (Genova) |

|  |           |                 |
|  | Marcatori | 38’ M. Esposito |

| Arbitro: | Ayroldi (Molfetta) |

|                                                  |           |                     |
| Abeijon 42’ E. Filippini 79’ (aut.) Langella 87’ | Marcatori | 49’, 67’ Gasbarroni |

| Treviso 22 febbraio 2004, ore 15:00 28ª giornata | Treviso           | 0 – 0 | Cagliari | Stadio Omobono Tenni\| Arbitro: \| Bergonzi (Genova) \| |
| Arbitro:                                         | Bergonzi (Genova) |       |          |                                                         |

| Arbitro: | Palanca (Roma) |

|                                                     |           |             |
| Albino 16’ Zola 22’ (rig.), 60’ Loria 84’ Suazo 80’ | Marcatori | 36’ Saudati |

| Arbitro: | Bolognino (Milano) |

|             |           |            |
| Loria 90+3’ | Marcatori | 30’ Parisi |

| Arbitro: | De Santis (Roma) |

|                |           |                |
| Borgobello 39’ | Marcatori | 61’ R. Bianchi |

| Cagliari 14 marzo 2004, ore 15:00 32ª giornata | Cagliari         | 0 – 0 | Torino | Stadio Sant'Elia\| Arbitro: \| Rocchi (Firenze) \| |
| Arbitro:                                       | Rocchi (Firenze) |       |        |                                                    |

| Arbitro: | De Santis (Roma) |

|                 |           |           |
| C. Lucarelli 7’ | Marcatori | 37’ Loria |

| Cagliari 21 marzo 2004, ore 15:00 34ª giornata | Cagliari         | 0 – 0 | Vicenza | Stadio Sant'Elia\| Arbitro: \| Nucini (Bergamo) \| |
| Arbitro:                                       | Nucini (Bergamo) |       |         |                                                    |

| Arbitro: | Cassarà (Palermo) |

|             |           |  |
| Dionigi 72’ | Marcatori |  |

| Arbitro: | Girardi (San Donà di Piave) |

|                                   |           |                     |
| M. Esposito 37’, 65’ Langella 84’ | Marcatori | 30’, 52’ Carparelli |

| Arbitro: | Morganti (Ascoli Piceno) |

|           |           |                           |
| Poggi 90’ | Marcatori | 39’ Albino 88’ R. Bianchi |

| Arbitro: | Preschern (Mestre) |

|          |           |  |
| Zola 33’ | Marcatori |  |

| Arbitro: | Farina (Novi Ligure) |

|                     |           |                             |
| Beghetto 49’ (rig.) | Marcatori | 45+1’ (rig.) Zola 47’ Suazo |

| Arbitro: | Bertini (Arezzo) |

|                                  |           |                    |
| Loria 68’ (rig.) M. Esposito 88’ | Marcatori | 68’ (rig.) Cordova |

| Arbitro: | Trefoloni (Siena) |

|             |           |                             |
| Mazzola 11’ | Marcatori | 19’ Suazo 90+2’ M. Esposito |

| Arbitro: | Dondarini (Finale Emilia) |

|                                 |           |         |
| Abeijon 55’ Lopez 74’ Suazo 84’ | Marcatori | 13’ Baù |

| Arbitro: | Farina (Novi Ligure) |

|                                            |           |                           |
| Milito 41’, 85’ (rig.), 90’ Bjelanovic 74’ | Marcatori | 46’ Suazo 47’ M. Esposito |

| Arbitro: | Pellegrino (Barcellona Pozzo di Gotto) |

|                                |           |              |
| Suazo 54’, 70’ M. Esposito 65’ | Marcatori | 46’ Nomvethe |

| Arbitro: | Gabriele (Frosinone) |

|                     |           |                               |
| Capparella 17’, 37’ | Marcatori | 8’ M. Esposito 82’, 90’ Suazo |

| Arbitro: | Dattilo (Locri) |

|                              |           |                   |
| Langella 41’, 69’ Capone 78’ | Marcatori | 75’ (rig.) Carrus |

### Coppa Italia

#### Girone 1
| Arbitro: | Romeo (Verona) |

|  |           |                            |
|  | Marcatori | 44’ Zola 90+2’ M. Esposito |

| 26 agosto 2003 2ª giornata | Cagliari | – Partita non disputata | Piacenza |  |

| 5 settembre 2003 3ª giornata | Como | – Partita non disputata | Cagliari |  |

## Statistiche

### Statistiche di squadra
| Competizione | Punti | In casa | In casa | In casa | In casa | In casa | In casa | In trasferta | In trasferta | In trasferta | In trasferta | In trasferta | In trasferta | Totale | Totale | Totale | Totale | Totale | Totale |
| Competizione | Punti | G       | V       | N       | P       | Gf      | Gs      | G            | V            | N            | P            | Gf           | Gs           | G      | V      | N      | P      | Gf     | Gs     |
| ------------ | ----- | ------- | ------- | ------- | ------- | ------- | ------- | ------------ | ------------ | ------------ | ------------ | ------------ | ------------ | ------ | ------ | ------ | ------ | ------ | ------ |
| Serie B      | 83    | 23      | 15      | 7       | 1       | 49      | 20      | 23           | 8            | 7            | 8            | 31           | 31           | 46     | 23     | 14     | 9      | 80     | 51     |
| Coppa Italia | -     | -       | -       | -       | -       | -       | -       | 1            | 1            | 0            | 0            | 2            | 0            | 1      | 1      | 0      | 0      | 2      | 0      |
| Totale       | -     | 23      | 15      | 7       | 1       | 49      | 20      | 24           | 9            | 7            | 8            | 33           | 31           | 47     | 24     | 14     | 9      | 82     | 51     |

### Andamento in campionato
| Giornata  | 1 | 2 | 3 | 4 | 5 | 6 | 7 | 8 | 9 | 10 | 11 | 12 | 13 | 14 | 15 | 16 | 17 | 18 | 19 | 20 | 21 | 22 | 23 | 24 | 25 | 26 | 27 | 28 | 29 | 30 | 31 | 32 | 33 | 34 | 35 | 36 | 37 | 38 | 39 | 40 | 41 | 42 | 43 | 44 | 45 | 46 |
| --------- | - | - | - | - | - | - | - | - | - | -- | -- | -- | -- | -- | -- | -- | -- | -- | -- | -- | -- | -- | -- | -- | -- | -- | -- | -- | -- | -- | -- | -- | -- | -- | -- | -- | -- | -- | -- | -- | -- | -- | -- | -- | -- | -- |
| Luogo     | C | T | C | T | C | T | T | C | T | C  | T  | C  | T  | C  | T  | C  | T  | C  | T  | C  | T  | C  | T  | T  | C  | T  | C  | T  | C  | C  | T  | C  | T  | C  | T  | C  | T  | C  | T  | C  | T  | C  | T  | C  | T  | C  |
| Risultato | V | V | V | P | N | P | N | V | P | V  | P  | N  | V  | N  | N  | P  | N  | N  | V  | V  | P  | V  | P  | N  | V  | V  | V  | N  | V  | N  | N  | N  | N  | N  | P  | V  | V  | V  | V  | V  | V  | V  | P  | V  | V  | V  |
| Posizione | 1 | 1 | 1 | 2 | 3 | 7 | 9 | 5 | 6 | 4  | 7  | 8  | 5  | 6  | 6  | 8  | 8  | 8  | 8  | 7  | 8  | 7  | 7  | 7  | 6  | 5  | 5  | 5  | 3  | 4  | 3  | 4  | 4  | 7  | 8  | 7  | 6  | 5  | 3  | 3  | 2  | 2  | 2  | 2  | 2  | 2  |

Legenda:

Luogo: C = Casa; T = Trasferta. Risultato: V = Vittoria; N = Pareggio; P = Sconfitta.